# Tomaž Lorenz
Tomaž Lorenz, slovenski violinist in pedagog, * 5. september 1944, Ljubljana, † 12. februar 2016, Ljubljana.
Na Akademiji za glasbo v Ljubljani je leta 1966 iz violine diplomiral v razredu prof. Leona Pfeiferja. Bil je redni profesor za violino na AG v Ljubljani in zaslužni profesor Univerze v Ljubljani (2015). Lorenz je prejemnik številnih nagrad, med drugimi 3 nagrade Prešernovega sklada, leta 1974 in 1995 kot član slovitega Tria Lorenz, leta 1990 pa za izvedbo cikla antologije slovenske violinske skladbe v duu z Alenko Šček Lorenz.